# District de Hattian
Le district de Hattian est une subdivision administrative du territoire Azad Cachemire au Pakistan.
Il a été créé en 2009 à partir d'une partie du district de Muzaffarabad. Son chef-lieu est la ville de Hattian Bala.